# Babacar Touré (Fußballspieler)
Babacar Harouna Touré (* 18. Januar 1988) ist ein mauretanischer Fußballtorwart.

## Karriere

### Verein
Er begann seine Karriere 2011 bei ASAC Concorde, wo er seitdem spielt.

### Nationalmannschaft
Für die mauretanische Nationalmannschaft gab er am 22. Januar 2014 sein Debüt bei einem Gruppenspiel der afrikanischen Nationenmeisterschaft 2014 gegen Gabun, welches Mauretanien mit 2:4 verlor.